# Héva (Skulptur)

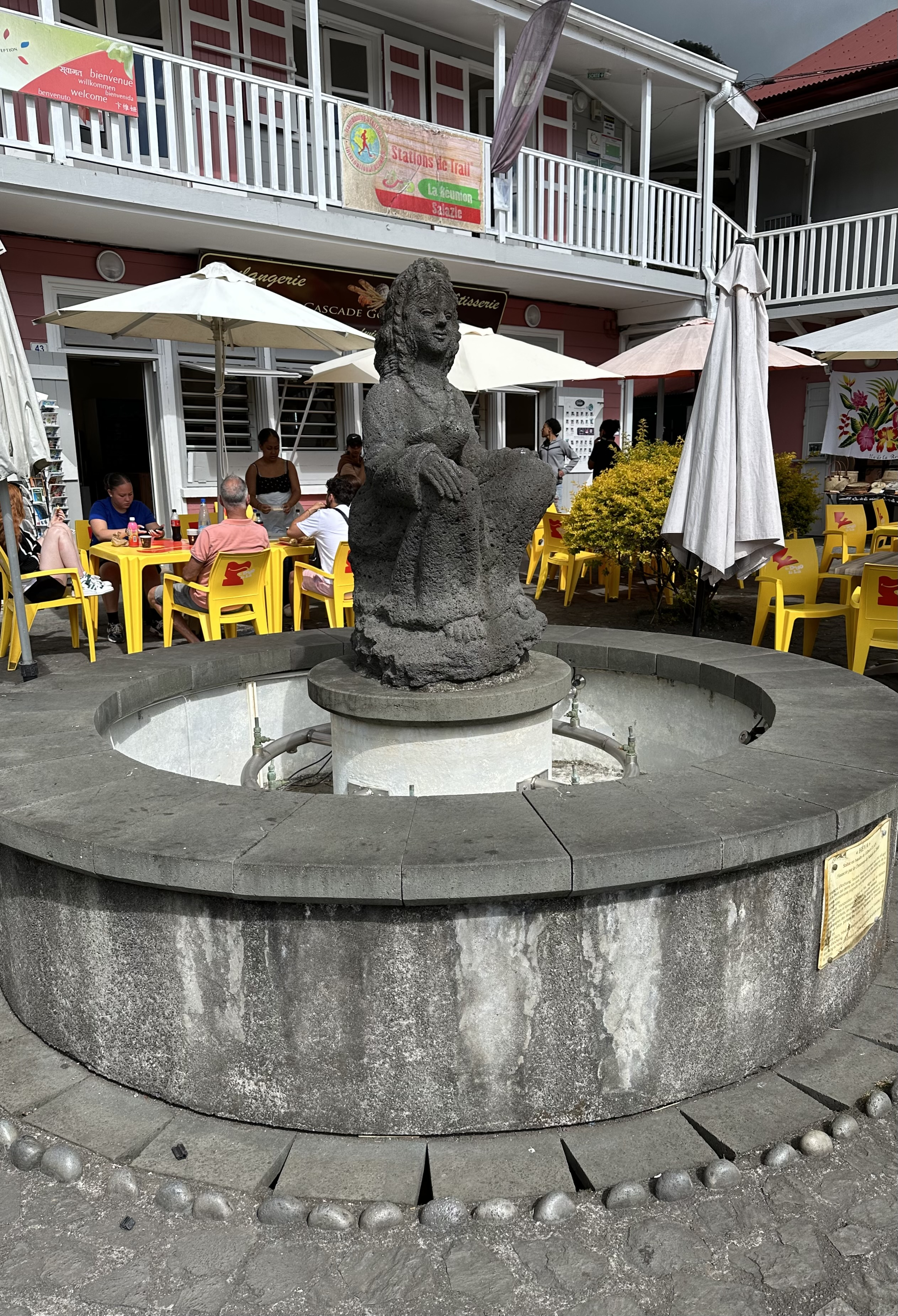
Héva, 2024

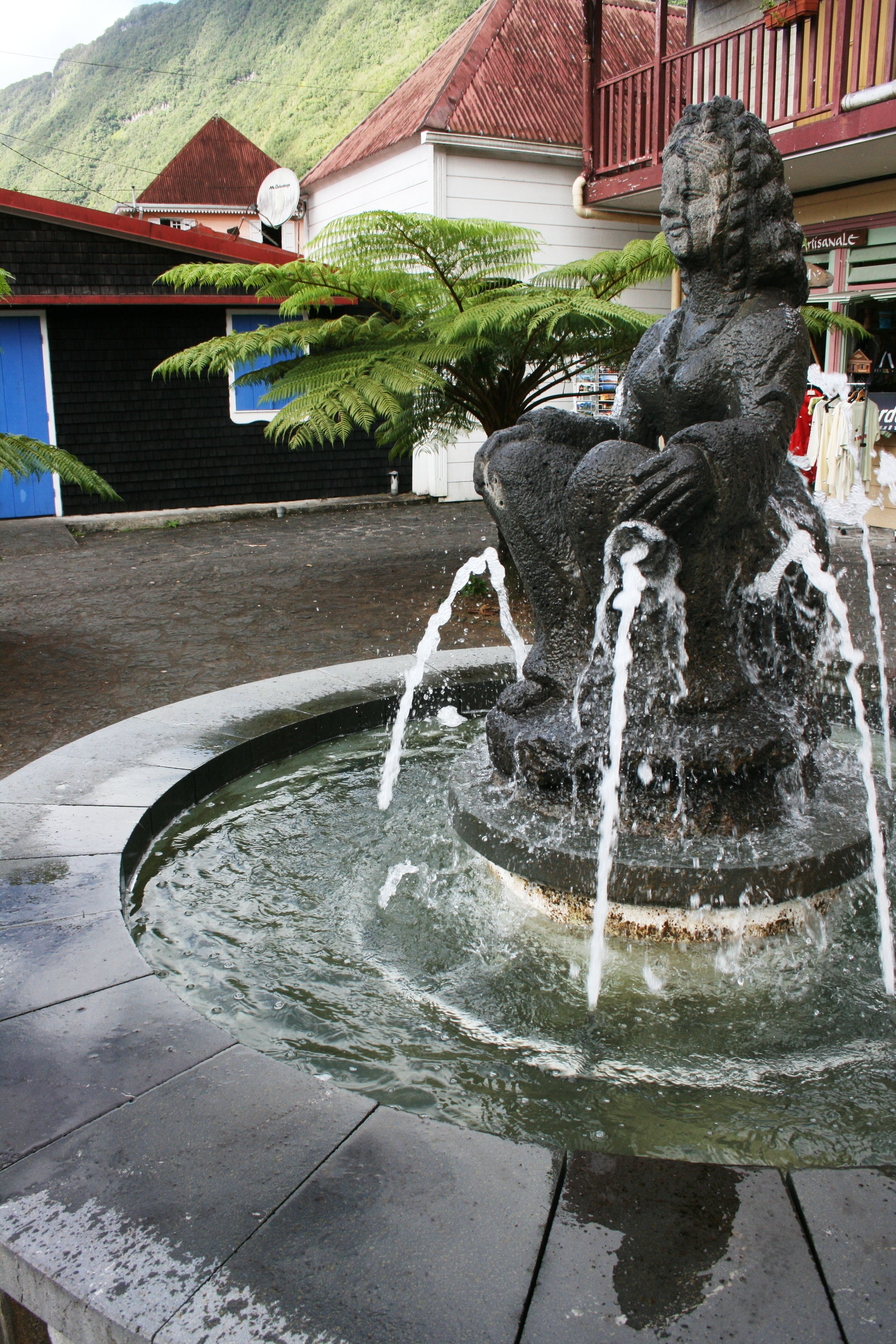
2007

Héva ist eine Brunnenskulptur in der Gemeinde Salazie auf der französischen Insel Réunion.

## Lage
Der Brunnen steht auf einem Platz im Ortszentrum von Hell-Bourg, südlich der Rue du Général-de-Gaulle.

## Gestaltung und Geschichte
In der Mitte eines kreisrunden Brunnenbeckens erhebt sich eine sitzend dargestellte steinerne Frauenskulptur. Sie wurde im Jahr 2000 von Gilbert Claine geschaffen und stellt die legendäre Sklavin Héva dar, die gemeinsam mit ihrem Partner Anchaing auf dem Piton d’Anchaing Zuflucht gefunden hatte. Sie gilt als Symbol für die erste Frau und erste Heldin auf der Insel Réunion. Ihr Blick ist dabei nach Grand-Îlet ausgerichtet, wo sich ein Denkmal für Anchaing befindet.
Am Fuße des Brunnens ist eine Tafel mit französischsprachiger Inschrift angebracht, auf der über die Bedeutung und Geschichte der Skulptur informiert wird.